# Zoma zoma
Zoma zoma är en spindelart som beskrevs av Michael Ilmari Saaristo 1996. Zoma zoma ingår i släktet Zoma och familjen strålspindlar.
Artens utbredningsområde är Seychellerna. Inga underarter finns listade i Catalogue of Life.